# Pinatubo
Pinatubo – czynny wulkan na wyspie Luzon, na Filipinach, 1486 m n.p.m. Jest to stratowulkan. Erupcja w czerwcu 1991 spowodowała śmierć ok. 800 osób na skutek opadów popiołowych, bomb wulkanicznych, spływów laharów oraz z powodu epidemii. Setki osób zostały ranne.

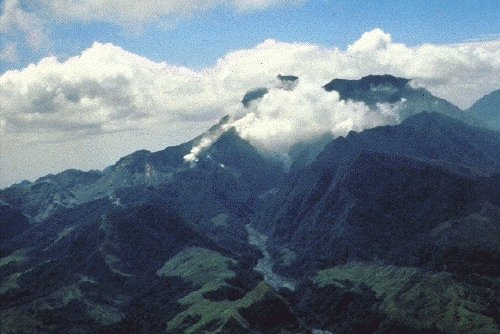
Wulkan Pinatubo przed erupcją, kwiecień 1991

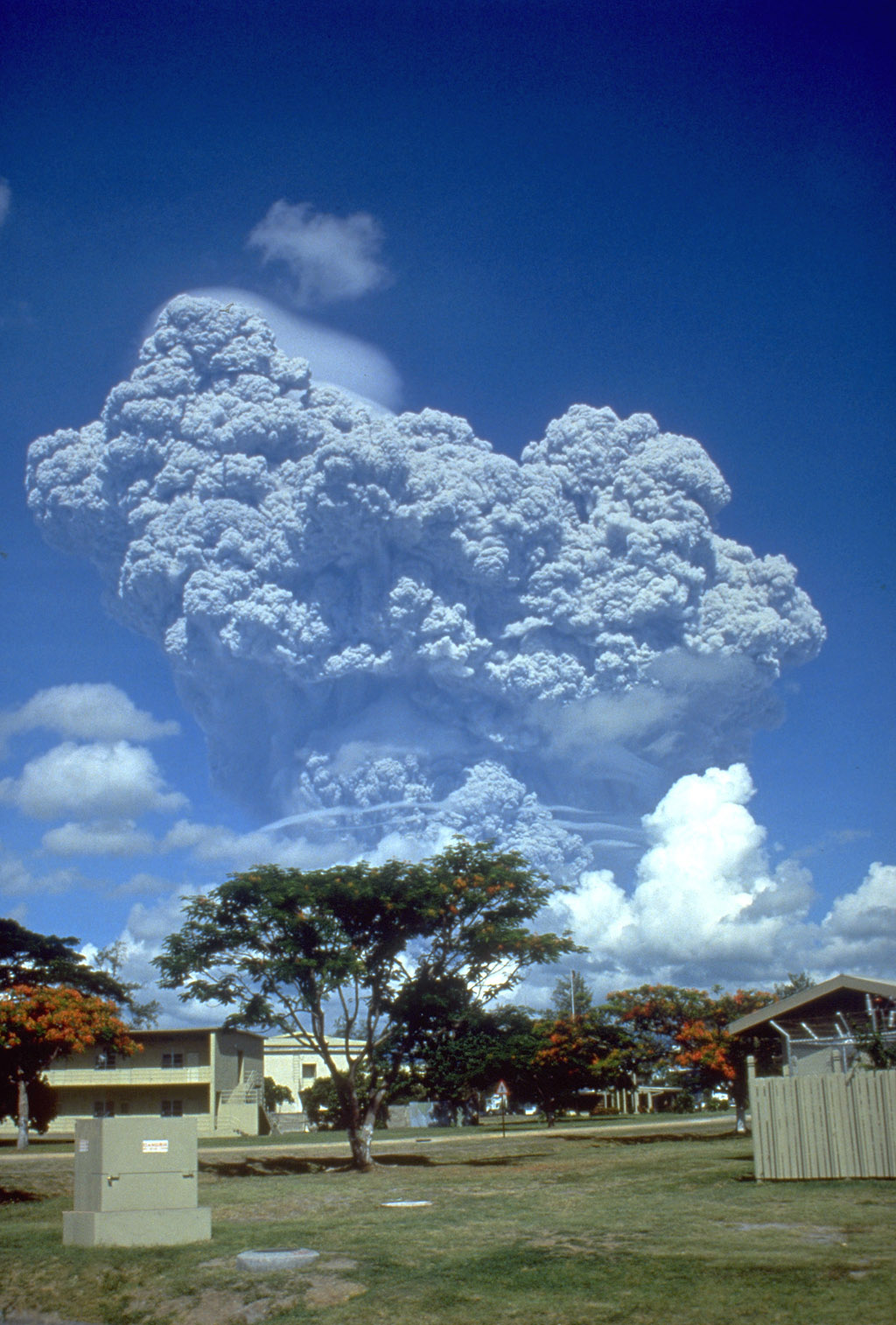
Popioły 12 czerwca 1991

## Erupcja w 1991
2 kwietnia osoby mieszkające w okolicach wulkanu zauważyły strumienie pary wydobywające się z krateru. Informacje dotarły do obserwatorium wulkanologicznego w Manili. Doniesienia wzbudziły także niepokój w Clark Air Base leżącej ok. 20 km od Pinatubo. Na Filipiny przyleciał amerykański zespół wulkanologów. Aktywność wulkanu wzrastała z dnia na dzień. Naukowcy nakłaniali miejscowe władze do ewakuacji.
Częste trzęsienia ziemi sprawiły, że 5 czerwca ogłoszony został alarm III stopnia (możliwa erupcja w ciągu dwóch tygodni).
7 czerwca naukowcy z pokładu helikoptera zauważyli wydobywające się z krateru chmury popiołu. Ogłoszony został alarm IV stopnia (erupcja możliwa w ciągu 24 h).
15 czerwca nastąpił wybuch. W wyniku trwającej około tygodnia erupcji Pinatubo stał się o 260 metrów niższy, tracąc wierzchołek, wcześniej miał wysokość 1745 m.